# Janitshar (soldat)
 For alternative betydninger, se Janitshar. (Se også artikler, som begynder med Janitshar)
Janitsharerne (fra osmannisk tyrkisk: يڭيچرى (Yeniceri), som betyder "ny soldat") var elite-infanterisoldater, der fungerede som den osmanniske sultans livvagter. Janitsharerne blev oprettet på et tidspunkt i 1300-tallet og blev opløst af Sultan Mahmud II i 1826. Janissarer var kapikullari, som betyder, at de var sultanens slaver. 
De fleste janitsharer blev rekrutteret af den såkaldte devshirme, som er tyrkisk for andel, når statsledelsen skønnede, at der var behov for nyrekruttering. Dette foregik således, at osmanniske embedsmænd tvangsfjernede et lille udvalg af de bedst begavede og stærkeste drenge i ca. 10-18 års alderen fra de græsk-ortodokse bondefamilier på Balkan og i Anatolien. Drengene gennemgik en flerårig træningsperiode, hvor de blev islamiseret, gennem undervisning i Islam plus omskæring, tyrkificeret, fysisk hærdet, trænet i brug af mange våbentyper og disciplineret i princippet total lydighed over for den regerende sultan.